# Lära för livet
Lära för livet är en svensk dramaserie från 1977 i sex delar som visades i SVT. I centrum står en klass i årskurs 9 på en högstadieskola i Göteborg under 1970-talet, men serien kretsar även kring elevernas lärare och föräldrar.
Peter, Camilla och Eva är tre av eleverna i klassen. Peter har dåliga betyg och skolkar ofta. Camilla gör så gott hon kan, men har det rörigt hemma. Eva är osäker och söker sig till nya umgängeskretsar. Katarina, Magnus och Marianne är alla lärare på skolan. Katarina uppskattas av eleverna men inte av kollegorna, Magnus tycker att det behövs hårdare tag och Marianne blir mobbad av eleverna. Lärarvikarien Jan kommer till skolan för ett långtidsvikariat och är övertygad om att han kan förändra skolan inifrån.
Lära för livet tar bland annat upp olika konflikter som uppstår när allt ska organiseras och styras upp. Syftet är att den ska ge en mänsklig och personlig inblick i hur skolan såg ut under 1970-talet.

## Om serien
Serien, som premiäråret visades två gånger, i februari–mars och augusti–september, på dåvarande TV 1, skrevs och regisserades av Carin Mannheimer och gav henne Stora journalistpriset. Seriens titelmelodi var av och med rockgruppen Motvind.
Inspelningen skedde på Nya Lundenskolan i Göteborg med ett 30-tal skådespelare och ett 100-tal ungdomar från olika skolor som offrade tid av sitt sommarlov 1976.
Serien blev mycket uppmärksammad och omdebatterad. Föräldrar och lärarförbund ansåg att det var en korrekt bild av skolvärlden som avspeglades, medan bland andra politiker rasade över hur skolan skildrades. Med sina 3,5 miljoner tittare per avsnitt är den i Sverige genom tiderna mest sedda tv-serien,[källa behövs] och har inte repriserats efter 1977. Serien gavs ut på dvd våren 2008. År 2013 lade SVT upp serien på Öppet arkiv för första gången.

## Skådespelare
- Kristina Adolphson – Katarina, lärare
- Barbro Oborg – Marianne, lärare
- Olle Björling – Magnus, lärare
- Sten Ljunggren – Inge, lärare
- Per Waldvik – Jan, lärare
- Claes Parknäs – Stefan
- Per Hjalmarsson – Peter
- Terri Sandberg – Camilla
- Lena Johnsson – Eva
- Lena Gillholm – Susanne
- Johan Zollitz – Lasse
- Johan Steffenburg – Henrik
- Anne Runström – Ann
- Franciska Mannheimer – Frida
- Ann Gelbar – Britta, lärare
- Anders Wällhed – Pär
- Isa Quensel – Inez, Katarinas mamma
- Li Brådhe – Gunilla
- Rune Turesson – rektor
- Lena Brogren – skolsköterska
- Inga Edwards – kurator
- Lillemor Mårtensson – Lena, Camillas mamma
- Ulla Blomstrand – Barbro, Stefans mamma
- Lasse Strömstedt – Sten, Stefans pappa
- Raymond Nederström – Ove
- Irma Erixson – Siv, Evas mamma
- Doris Svedlund – Gunnel, Peters mamma
- Lennart Hjulström – Björn, Mariannes man
- Else-Marie Brandt – Susannes mamma
- Kim Procopé – Ann, Henriks mamma
- Hans Erixson – yrkesvalslärare
- Birgitta Fernström – förskollärare